# Panulirus gracilis
Langouste verte
Espèce
Statut de conservation UICN

 DD  : Données insuffisantes
Panulirus gracilis est une espèce du genre Panulirus communément appelée langouste verte.